# Friesenland
Friesenland – niemiecki okręt katapultowy z okresu II wojny światowej, po wojnie przebudowany na chłodniowiec.

## Geneza
Pod koniec lat 20. XX wieku towarzystwo lotnicze Lufthansa A.G. poszukiwało sposobu na połączenie komunikacją lotniczą Europy z Ameryką. Ponieważ ówczesne łodzie latające miały za mały zasięg, postanowiono przystosować kilka jednostek pływających do roli bazy zaopatrzeniowej (uzupełnianie paliwa i drobne naprawy).
W latach 1933–1934 Lufthansa zakupiła dwa frachtowce: s/s „Westfalen” oraz s/s „Schwabenland”, które zostały zaadaptowane do nowej roli. Doświadczenia z ich eksploatacji wykorzystano przy projektowaniu kolejnej jednostki – „Ostmark”. Była ona jednak zbyt mała do wykorzystania na Atlantyku. W celu obsłużenia linii atlantyckich zaprojektowany został w 1936 roku „Friesenland”.

## Służba

### Przed II wojną światową
„Friesenland” rozpoczął służbę 16 czerwca 1937 roku. Po odbyciu prób morskich na Morzu Północnym skierował się w stronę Azorów. We współudziale ze „Schwabenlandem” od sierpnia do listopada 1937 roku siedmiokrotnie wspierał przeloty łodzi latających na trasie z Niemiec do Stanów Zjednoczonych. W grudniu skierowany został do Hamburga na drobne naprawy i konserwację kadłuba.
W lutym 1938 roku „Friesenland” wypłynął w kolejny rejs na Atlantyk, jednak pierwszy lot transoceaniczny miał miejsce dopiero w czerwcu. Do 20 października 1938 „Friesenland” umożliwił 14 przelotów transoceanicznych. Pod koniec listopada statek wrócił do Niemiec.
Wiosną 1939 roku „Friesenland” ponownie udał się w rejs na środkowy Atlantyk. Wspierany przez „Westfalen” pozostawał tam do sierpnia, kiedy został odwołany z powodu zaogniającej się sytuacji politycznej w Europie.
Wybuch wojny zastał statek w stoczni podczas remontu, a 5 września 1939 roku został przejęty przez Luftwaffe. Później wszystkie statki katapultowe zostały przejęte przez Kriegsmarine.

### W trakcie II wojny Światowej
Na dziobie okrętu zamontowano pojedyncze działko przeciwlotnicze kal. 20 mm L/65 FlaK 30 oraz instalację demagnetyzacyjną. Do marca 1940 roku Frisenland wspierał działania lotnictwa w okolicach wyspy Sylt. W kwietniu został przebazowany do Travemünde, we wrześniu do Trondheim w Norwegii, a w październiku najpierw do Brestu, później do Bordeaux we Francji.
W marcu 1941 roku podczas podróży przez kanał La Manche „Friesenland” został uszkodzony 113-kilogramową bombą przez brytyjskie samoloty Bristol Blenheim, w efekcie czego został skierowany do Bremy na naprawę uszkodzeń. Prawdopodobnie podczas tego remontu został dozbrojony w 3 działka plot. kal. 20 mm L/65 FlaK 38. We wrześniu okręt został odesłany do Trondheim, a następnie pod koniec listopada do Tromsø, gdzie rozpoczęto organizowanie bazy dla łodzi latających i wodnosamolotów rozpoznawczych. W marcu 1943 roku „Friesenland” przepłynął ponownie do Trondheim na remont, który trwał do lipca. Kolejnym miejscem bazowania „Friesenlanda” był fjord Bille, gdzie obsługiwał wodnosamoloty rozpoznawcze.
19 września 1944 w okolicach Przylądka Północnego „Friesenland” został zaatakowany i trafiony torpedą przez samoloty A-20 Havoc należące do WWS. By ratować ciężko uszkodzony okręt, dowódca nakazał osadzić go na przybrzeżnej mieliźnie. Po czterotygodniowej akcji ratunkowej prowizorycznie uszczelniony „Friesenland” został podniesiony i przeholowany do zatoki Bogen. W listopadzie przeholowano go najpierw do Narwiku, a następnie do Bergen, gdzie czekał na zwolnienie doku pływającego. W marcu 1945 roku przystąpiono do jego naprawy.

### Losy powojenne
Po kapitulacji III Rzeszy „Friesenland” pozostawał na wodach norweskich do kwietnia 1946. Jako obiekt zainteresowania Royal Navy został przeholowany do Wilhelmshaven, gdzie poddano go przebudowie dostosowującej do wykorzystywania przez łodzie latające Short Sunderland. Po przebudowie przebazowany został wraz z załogą do zatoki Firth of Forth, gdzie został oficjalnie przejęty przez RAF 19 marca 1947 roku. Po przeprowadzeniu serii prób odstawiono go do rezerwy, a w grudniu 1949 roku sprzedany został cywilnemu armatorowi Alva S. S. Co.
W 1950 roku po przebudowie na chłodniowiec do przewozu cytrusów i zmianie nazwy na m/s „Fairsky” został zarejestrowany pod banderą panamską. W 1952 został sprzedany włoskiemu Società Italiana Transporti Marittimi SpA i przemianowany na „Castel Nevoso”.
W 1968 ponownie sprzedany tym razem Argentina Reefer S. S. Co. pływał do czerwca 1969 pod taką samą nazwą. 17 czerwca 1969 roku sprzedany został brytyjskiej stoczni złomowej Shipbreaking Industries Ltd.

## Opis techniczny
Kadłub z wolną burtą o wysokości 9 m miał dwa pokłady ciągłe i był podzielony na 7 przedziałów wodoszczelnych (zapas pływalności zapewniony był przy zalaniu maksymalnie 2 przedziałów). Umieszczona na dziobie nadbudówka mieściła pomieszczenia załogi oraz kabiny dla załóg samolotów i pasażerów. Napęd stanowiły dwa 9-cylindrowe dwusuwowe silniki wysokoprężne MAN M 7 Z 23/34 napędzające jedną śrubę poprzez przekładnię redukcyjną. Wyposażenie lotnicze składało się z 41,5-metrowej katapulty Heinkel K 10 oraz żurawia służącego do podnoszenia wodnosamolotów z wody i ustawiania ich na katapulcie. Katapulta mogła wystrzelić samolot o masie do 18 ton z prędkością 150 km/h. W celu uzupełniania paliwa w obsługiwanych samolotach „Friesenland” mógł zabrać 200 ton (25 000 litrów) paliwa lotniczego.
Przed II wojną światową „Friesenland” obsługiwał początkowo łodzie latające Dornier Do 15, od połowy 1937 roku Blohm & Voss Ha 139 V1, V2 i V3, a od 1939 także prototypowe Dornier Do 26 V1 i V2.
W czasie wojny obsługiwał głównie łodzie latające Blohm & Voss Bv 138 C-1.